# Sérgio de Toledo Machado
Sérgio de Toledo Machado, plus connu sous le nom de Sérgio Macarrão, né le 24 février 1945, à Rio de Janeiro, au Brésil, est un ancien joueur brésilien de basket-ball. 

## Palmarès
- 3e des Jeux olympiques 1964
- Troisième du championnat du monde 1967
- Finaliste du championnat du monde 1970
- Troisième des Jeux panaméricains de 1975